# Овсиевич, Борис Львович
Овсиевич, Борис Львович (1936—1997) — организатор и первый директор Санкт-Петербургского экономико-математического института Российской академии наук, заместитель председателя Санкт-Петербургского научного центра Российской академии наук, специалист в области математического моделирования в экономике, социологии и гуманитарных исследованиях, один из пионеров применения информационных технологий в социально-экономических исследованиях.

## Биография
Родился в 1936 году.
В 1960 году окончил Ленинградский электротехнический институт.
Кандидатская диссертация затрагивала область трёхзначной мажоритарной логики, которая являлась собственным направлением теоретических исследований учённого. Овсиевичем был сделан обзор методов решения задачи коммивояжера, а также представлен новый подход решения задач дискретной оптимизации. Работал над развитием аппарата пороговой и мажоритарной логики. По этой и смежным темам было опубликовано более 40 работ. Далее область интересов Овсиевича составили экономические и организационные вопросы.
В 1970-х годах Овсиевич начинает заниматься проектированием и совершенствованием организационных структур систем управления и защитил по этой теме докторскую диссертацию. Также исследовались вопросы улучшения управления развитием крупных городов. Разработаны методы и модели для усовершенствования организационных структур управления городским хозяйством, в том числе метод имитационного моделирования работы городских функциональных подсистем. Проведен анализ устойчивости и многокритериальной оценки эффективности организационных преобразовани, а также принципов применения методов математического моделирования в задачах управления.
В 1990 году благодаря Овсиевичу на основе математического отдела и ВЦ ИСЭПа был Ленинградский экономико-математический институт АН СССР (в настоящее время Санкт-Петербургский экономико-математический институт РАН). Под руководством Овсиевича коллектив учёных Санкт-Петербургского экономико-математического института РАН решил ряд вопросов прогнозирования и планирования процессов развития городов. Также Борис Львович читал лекции для студентов и руководил соискателями и аспирантами.
Несколько лет под руководством Овсиевича в рамках Объединенного научного совета по гуманитарным проблемам и историко-культурному наследию Санкт-Петербургского научного центра Российской академии наук работала Секция по экономическим наукам.
Входил в программный комитет по созданию Европейского университета в Санкт-Петербурге.
Умер в 1997 году.
В память о Борисе Овсиевиче создана Премия имени Овсиевича, присуждаемая ежегодно Санкт-Петербургским научным центром РАН, Санкт-Петербургским экономико-математическим институтом РАН (СПб ЭМИ РАН), Фондом поддержки науки и образования (Алфёровским фондом) и Леонтьевским центром за фундаментальные экономико-математические исследования.
Также в память о Борисе Львовиче Санкт-Петербургским экономико-математическим институтом РАН организована всероссийская конференция «Чтения памяти профессора Б. Л. Овсиевича „Экономико-математические исследования: математические модели информационные технологии“».